# Almafa-rozsdástapló
Az almafa-rozsdástapló (Inonotus hispidus) az Agaricomycetes osztályának taplóalkatúak (Polyporales) rendjébe, ezen belül a Hymenochaetaceae családba tartozó, nem ehető faj.

## Előfordulása
Az almafa-rozsdástapló a Brit-szigeteken, csak az angliai részen gyakori, máshol ritkább. A kontinentális Európában főleg középen és délen található meg. A hűvös északon sokkal ritkább. Ázsia és Észak-Amerika területein is fellelhető.

## Megjelenése
A 30 centiméter átmérőjű termőtestének felső része szőrös tapintású. Miután megjelenik, hamar kezd nőni. Először világosabb, növekedése során egyre sötétebbé válik, míg végül fekete lesz. A fehér spóra szélesen ellipszis alakú és sima felületű; 7-10 × 6-8 µm méretű.

## Életmódja
A lombhullató fákon, főleg a kőris- (Fraxinus) és almafákon (Malus) élősködik. Az általa megtámadott fákat ki kell vágni, mivel gyengíti a törzsüket és egy nagyobb szél alatt kidőlhetnek. Ha több vízhez jut mint kéne, akkor vöröses cseppeket bocsát ki magából.

## Szaporodása
Késő nyáron jelenik meg, és szaporodása után késő ősszel leesik a fáról.

## Képek

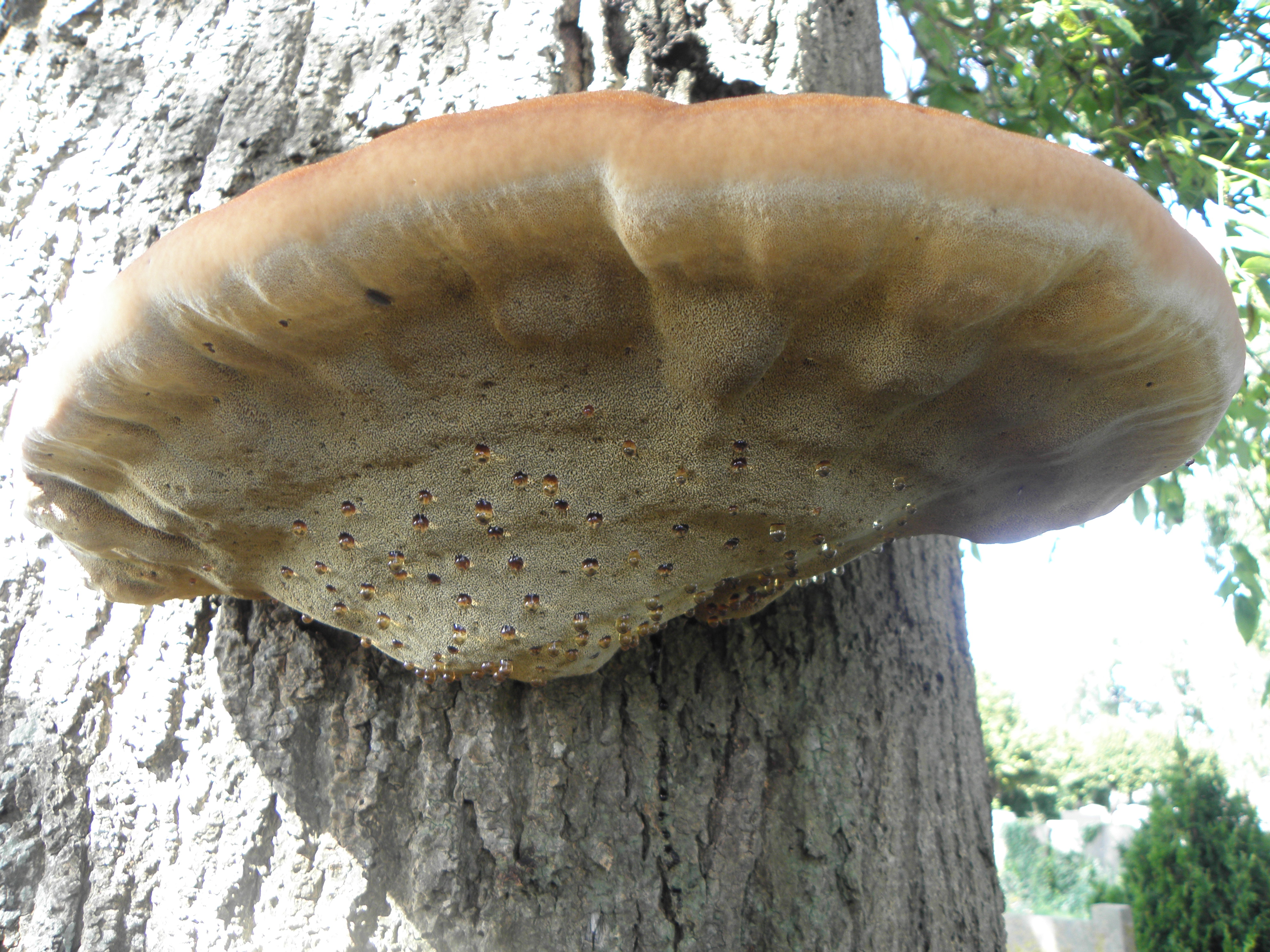
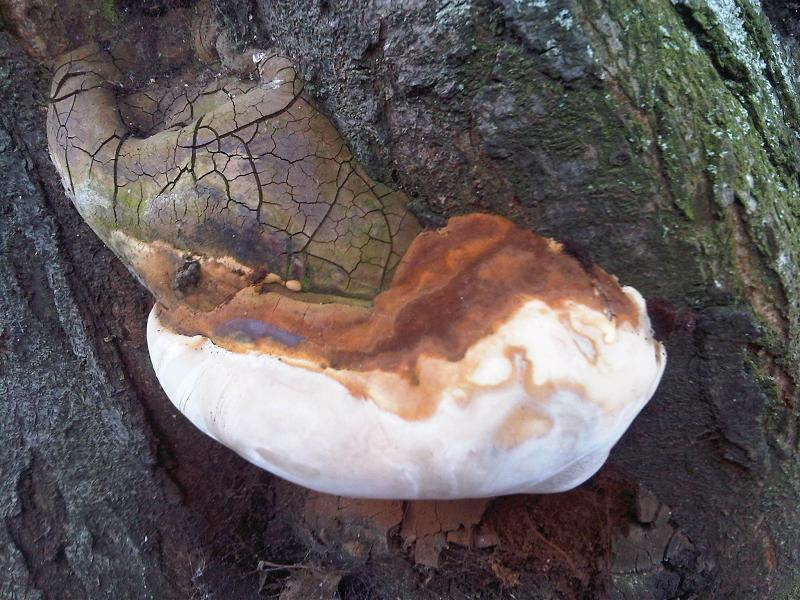
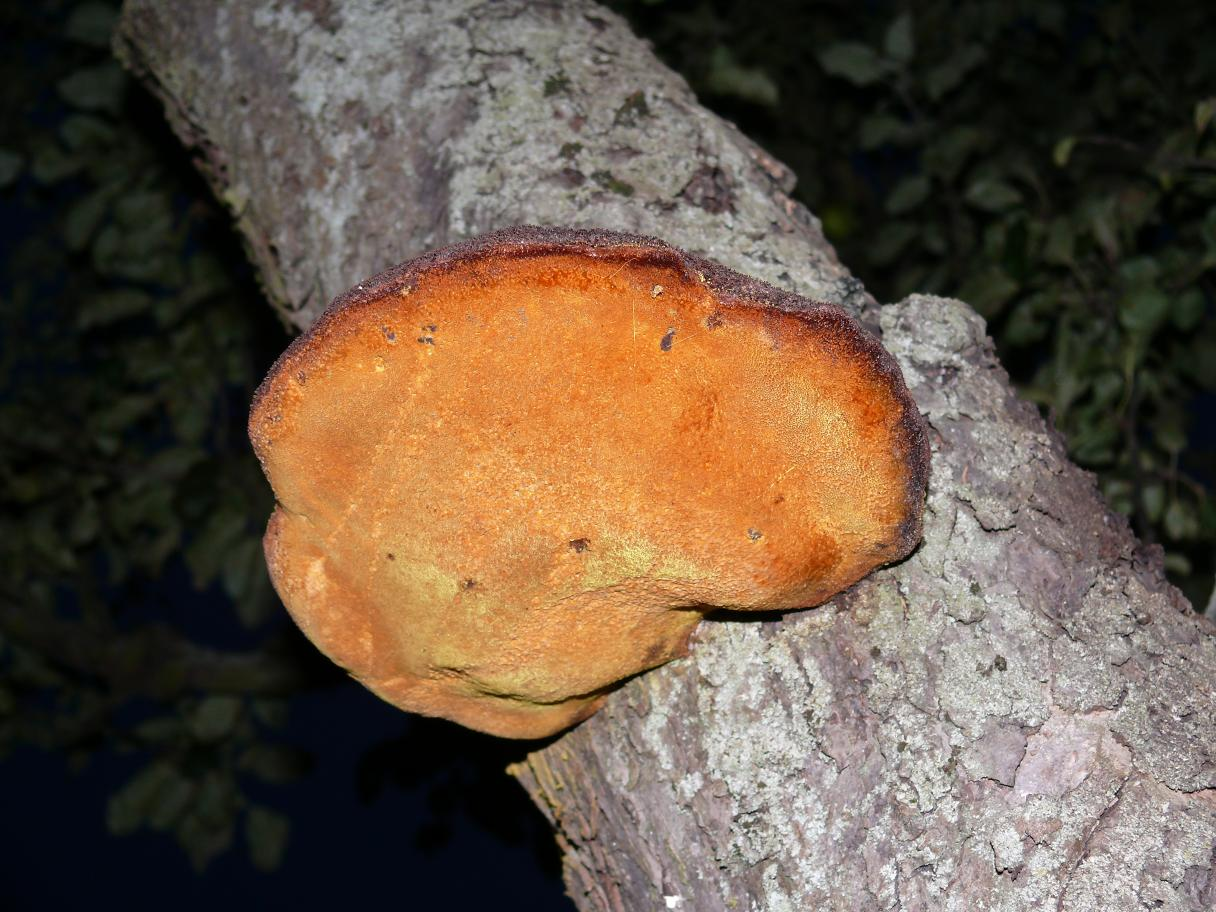
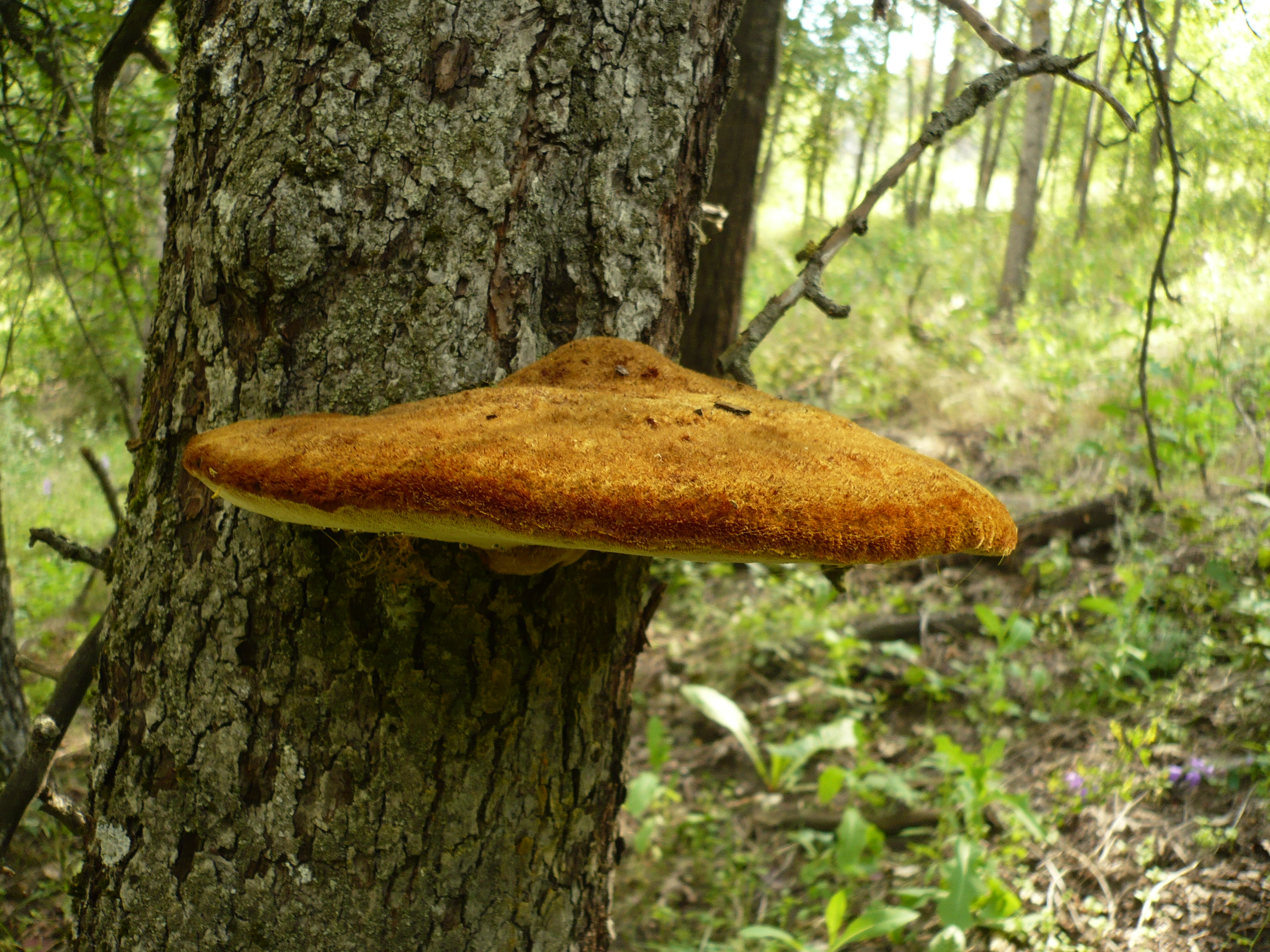